# 90
Het jaar 90 is het 90e jaar in de 1e eeuw volgens de christelijke jaartelling.

## Gebeurtenissen

### Italië
- In Rome worden keizer Domitianus (vijftiende maal) en Marcus Cocceius Nerva, door de Senaat herkozen tot consul van het Imperium Romanum.
- Julia Titi overlijdt na een abortus, deze laat ze uitvoeren omdat zij zwanger is van Domitianus. Na haar dood krijgt Julia de eretitel "Diva" (goddelijk).
- Domitianus laat in Arles een stenen amfitheater bouwen, deze wordt vooral gebruikt voor gladiatorgevechten en wagenrennen.

### Balkan
- Domitianus verdeelt de Romeinse provincie Moesië op de zuidelijke oever van de Donau, in Moesia Superior en Moesia Inferior.
- Koning Decebalus bouwt een krachtig leger op, het Dacische volk is met ongeveer 2 miljoen inwoners het grootste volk in Europa.

## Overleden
- Julia Titi (25), dochter van keizer Titus Flavius Vespasianus